# Картина світу
Карти́на сві́ту — складова світогляду, система образів об'єктивної реальності, що існує в суспільній свідомості. Цілісна картина світу, що відображає його різні аспекти, а насамперед узагальнений образ соціального середовища, становить вихідну умову людського буття. Картина світу створюється в процесі практичної діяльності людей і різниться залежно від епохи та соціальної групи, якою вона породжена. Цей термін використовується у філософії, науці, культурології, психології та інших дисциплінах для опису способів сприйняття і розуміння реальності.
Картина світу може бути індивідуальною (сформованою у свідомості окремої людини) або колективною (властивою групам, суспільствам чи епохам).

## Історія терміна
Запровадження терміна «картина світу» приписується фізикам та філософам початку ХХ століття. Зокрема фізик Макс Планк стверджував, що цілісна картина світу — це мета, до якої прагне природознавство, адже вона дає змогу об'єднати розмаїття фізичних явищ в єдину систему. Людвіг Вітґенштайн у своєму «Логіко-філософському трактаті» (1921) називав картиною світу поєднання фактів, що відтворює структуру дійсності в цілому або структуру її окремих компонентів. Завдяки їм сформувалося уявлення про зміну картин світу в фізиці згідно панівних напрямів: від механістичної до електромагнітної та релятивістської. Слідом виникли поняття хімічної, біологічної картин світу і т. д.
Освальд Шпенглер у «Присмерку Європи» (1918) висловлював подібну думку щодо історії, але більш скептично; в історії Шпенглер вбачав систему образів, які дозволяють людині, спираючись на уявлення про минуле, виробити ставлення до сучасності. З цієї причини він вважав, що історія не може бути об'єктивною, що вона завжди подає світ з огляду на теперішні умови, вона — зручна «картина світу» для конкретної культури. Мартін Гайдеґґер вживав термін «картина світу» в лекції «Епоха картини світу» (1938) як опредмечене уявлення про світ в цілому. На його думку, таке уявлення виникає за Нового Часу, коли людина починає мислити себе як індивіда і утверджується думка про необмеженість її можливостей в освоєнні світу завдяки науці.
У радянській науці Олексій Леонтьєв у 1970-і вживав «образ світу» і «картина світу» як синонімічні поняття, тоді як його учні Сергій Смирнов і Валерій Петухов у 1980-і виділяли в картині світу ядерні структури, незалежні від людини, що створюють образ світу; та поверхневі структури, пов'язані із пізнанням світу зі спеціальною метою, яка включає створення певного ставлення до нього.
Лео Вайсгербер у 1930-і запровадив у науку схожий термін «мовна картина світу», який уперше вжив Вільгельм фон Гумбольдт. Згідно з Вайсгербером, мовна картина світу — це структура мови, зумовлена історично складеною системою значень, що впливає на сприйняття людиною довкілля. Тему мовної картини світу пізніше розробляли Едвард Сепір і Бенджамін Лі Ворф, склавши гіпотезу Сепіра — Ворфа (мовний релятивізм).

## Характеристики
Картина світу створюється в процесі пізнавальної діяльності. Суб'єктом цього процесу виступає суспільство, що перетворює сфери об'єктивної реальності на поле власної діяльності шляхом окультурення. Картину світу складає єдність багатьох різних ракурсів та аспектів дійсності, що розкриваються в процесі освоєння дійсності та які подаються в певному зрозумілому для загалу образі. Картина світу не стала, а постійно змінюється; існують окремі картини світу, притаманні конкретній культурі, етносу чи епосі.
Вона є складною знаковою системою, де образ об'єктивних речей та явищ світу поєднується зі значеннями, складеними в культурі. Картина світу втілює широку панораму дійсності, яка виходить далеко за межі особистого світу індивіда, його власного досвіду, безпосередніх вражень і відчуттів. Формування картини світу відбувається за допомогою різних типів людського пізнання, зокрема буденного, художнього та наукового.
Картина світу наповнює сприйняття навколишніх речей культурним змістом, опосередковує людські комунікації, втілюючи смисловий контекст взаєморозуміння між людьми, сприяє виробленню програми практичної поведінки, орієнтації людини в світі соціальних явищ, у реалізації прийнятого способу життя. Вона загальнозначуща і дозволяє будувати моделі видимого й ідейного світу, стратегії поведінки, плани і сценарії розвитку суспільства.

## Приклади картин світу
- Міфологічна: виникла в доісторичні часи та була властива первісним суспільствам, світ розглядався через призму взаємодії людини з надприродними силами, богами, духами. Природні явища пояснювалися міфами, а основою картини світу були символи, обряди та вірування.
- Релігійна: світ є творінням Бога, людське життя спрямоване до спасіння. Людина розуміла своє існування через взаємодію з божественними істотами та моральні заповіді.
- Наукова: світ підкоряється законам фізики, хімії та біології, людина є частиною еволюційного процесу. Основою є емпіричний метод, раціональність та об’єктивність.
- Сучасна картина світу: включає різноманітність підходів — від науково-технічного до екологічного, гуманістичного і постмодерністського. Враховує глобалізацію, технологічний прогрес і культурну багатоманітність.

## Картина світу та пропаганда
Картина світу та пропаганда тісно взаємопов’язані, оскільки пропаганда часто формує чи змінює картину світу людей і суспільства, створюючи певну систему цінностей, переконань і уявлень про реальність.

### Російська Федерація
У випадку Російської Федерації (РФ) пропаганда відіграє ключову роль у формуванні національної ідеології та легітимізації внутрішньої й зовнішньої політики. Пропаганда створює уявлення про Росію як «велику державу», яка завжди була «захисником» слабких народів і переможцем у боротьбі з агресорами. Історичні події подаються вибірково, з акцентом на перемоги та героїчну роль Росії (наприклад, перемога у Другій світовій війні). Ігноруються або спотворюються факти, що ставлять під сумнів цей образ (репресії, Голодомор, агресивна зовнішня політика).
Російська пропаганда систематично створює образ зовнішніх ворогів: НАТО, США, Україна. Формується уявлення про постійні загрози, спрямовані проти РФ, що виправдовує репресії всередині країни й агресивну зовнішню політику.
Пропаганда апелює до міфів, таких як «російський світ» або «Москва — Третій Рим» (месіанська роль Росії у світі). Ці міфи використовуються для виправдання геополітичної експансії та втручання у справи сусідніх країн.
Усередині країни пропаганда формує картину світу, де інакодумці — «агенти Заходу», які намагаються «розвалити Росію». Це створює атмосферу страху й контролю, легітимізуючи репресії проти незалежних ЗМІ, активістів і політичної опозиції.
Офіційна пропаганда РФ подавала вторгнення в Україну як «захист російськомовного населення» та боротьбу з «нацизмом». Використовувалися фейкові новини про «розіп’ятих хлопчиків» і «геноцид на Донбасі». Це формувало картину світу, де Росія — рятівник, а Захід і Україна — агресори.